# Владислав I Локетек
Владѝслав I Локѐтек (на полски: Władysław I Łokietek; * 1260, Куявия, Полша; † 2 март 1333, Краков) e крал на Полша от династията на Пястите. Той е и наследствен княз на Померелия, Бжег, Ленчица, Великополша, Шерадз, Сандомеж и Краков, поради което неговият пълен титул след коронацията е:
на латински: Wladislaus Dei gracia, rex Poloniae et dominus Pomeraniae, Cuiavie, Lanciciae ac Siradiae; на български: Владислав по Волята Божия Крал на Полша и господар на Померелия, Куявия, Ленчица и Шерадз.

## Живот
Владислав Локетек е роден около 1260 година като трети син на княз Кажимеж I Куявски и Ефросина Ополска. Той успява да обедини под своя власт по-голяма част от разпокъсаните полски княжества и през януари 1320 година в Краков е коронясан за крал на Полша.
Умира на 2 март 1333 година и е погребан във Вавелската катедрала, чийто първи строител е той.
- Владислав Локетек
- Печат на Владислав Локетек